# Upplands runinskrifter 330
Upplands runinskrifter 330 är en vikingatida runsten av granit i Snåttsta, Markims socken och Vallentuna kommun. Runstenen är 2,3 meter hög, 0,35 till 1,4 meter bred och 0,3-0,4 meter tjock. Runhöjden är 7-9 centimeter. U 330 stod tidigare, troligen på den ursprungliga platsen, ett stycke längre österut men flyttades till sin nuvarande plats på 1920-talet. "Stenarna" i plural på ristningen avser denna sten och U 329, som står alldeles i närheten. Dessa är sålunda så kallade "parstenar".
"Inga av Svartsjölandet" och hennes man "Ragnfast" omnämns också på U 29, U 329, U 331 och U 332. Tillsammans berättar ristningarna att Inga kom från Hillersjö gård och var enda överlevande barn till Gudrik och Gerlög. Vi får veta att Ragnfast ägde hela Snåttsta och att Ingas och Ragnfasts enda son sedan ärvde allt vid faderns död. Inga kom sedan att ärva Snåttsta från barnet. Vi får också veta att Ragnfast själv ärvt Snåttsta från sin fader Sigfast och att Ragnfast hade en huskarl som hette Assur.

## Inskriften
Translitterering av runraden:
× inka × lit × raisa × staina × auk × bro × kiara × eftiʀ × raknfast × bont×a sin × asur × uaʀ × huskarl × hans ×
Normalisering till runsvenska:
Inga let ræisa stæina ok bro gærva æftiʀ Ragnfast, bonda sinn. Assurr vaʀ huskarl hans.
Översättning till nusvenska:
Inga lät resa stenarna och göra bron efter Ragnfast, sin man. Assur var hans huskarl.